# Rejectaria rosimonalis
Rejectaria rosimonalis är en fjärilsart som beskrevs av Walker 1858. Rejectaria rosimonalis ingår i släktet Rejectaria och familjen nattflyn. Inga underarter finns listade.